# Славянск-на-Кубани (аэропорт)
Славянск-на-Кубани — бывший аэропорт местных воздушных линий города Славянска-на-Кубани (Краснодарский край).
Расположен на южной окраине города, в 5 км от центра. Несколько раз менял местоположение.
Грунтовая взлётно-посадочная полоса (длина 670 метров), среди строений аэропорта ангары. Используется на данный момент как аварийная площадка и для взлета сельхоз авиации.
До Великой Отечественной войны выполнял функции военного аэродрома, здесь располагалась техническая площадка для ремонта самолётов и базировались 210-й штурмовой и 164-й разведывательный авиаполки. Использовался для местных авиалиний активно в 1960-х годах. Основные самолеты были Ан-2, Ил-18.
С 1990-х годов закрыт как МВЛ.

## Примечание
1. ↑  Аэропорты около города Славянск-на-Кубани, Россия (Slavyanskaya, Russia) / Все аэропорты мира на All-Airports.info. all-airports.info. Дата обращения: 29 ноября 2021. Архивировано 29 ноября 2021 года.
2. ↑  Slavyansk-on-Kuban. slavyansk2.ru. Дата обращения: 29 ноября 2021. Архивировано 29 ноября 2021 года.
3. ↑  Славянский район в годы Великой Отечественной войны. Сайт администрации Славянского района (8 мая 2020). Дата обращения: 1 декабря 2021. Архивировано 1 декабря 2021 года.
4. ↑  Местные авиалинии из Краснодара за 1973 г. Дата обращения: 29 ноября 2021. Архивировано 29 ноября 2021 года.
5. ↑  Города России: Энциклопедия, М.: Большая Российская энциклопедия, 1994 г. Мешок. Дата обращения: 29 ноября 2021. Архивировано 29 ноября 2021 года.
6. ↑  Филиппенко И. Славянск-на-Кубани // "Кубань ". Литературно -художественный альманах, выпуск 2 (29). — 1961. Архивировано 29 ноября 2021 года.